# Miss Mundo 1954
Miss Mundo 1954 fue la 4.ª edición anual de Miss Mundo, que finalmente fue celebrado en Lyceum Theatre de Londres, el 18 de octubre de 1954, El concurso fue organizado por Eric Morley. El concurso de 1954 atrajo a 16 delegadas de todo el mundo. Al final del evento, la ganadora fue Antigone Costanda de Egipto. Fue coronada por Miss Mundo 1953 Denise Perrier de Francia.

## Resultados
| Resultado final | Candidata                              |
| --------------- | -------------------------------------- |
| Miss Mundo 1954 | - Egipto – Antigone Costanda           |
| 1.ª Finalista   | - Estados Unidos – Karin Hultman       |
| 2.ª Finalista   | - Grecia – Efi Mela                    |
| 3.ª Finalista   | - Francia – Claudine Bleuse            |
| 4.ª Finalista   | - Alemania Occidental – Frauke Walther |
| 5.ª Finalista   | - Dinamarca – Grete Hoffenblad         |

## Candidatas
16 delegadas concursaron en el certamen:
| País                | Delegada           |
| ------------------- | ------------------ |
| Alemania Occidental | Frauke Walther     |
| Bélgica             | Nelly Elvire Dehem |
| Ceilán              | Jeannette de Jonk  |
| Dinamarca           | Grete Hoffenblad   |
| Egipto              | Antigone Costanda  |
| Finlandia           | Yvonne de Bruyn    |
| Francia             | Claudine Bleuse    |
| Grecia              | Efi Mela           |
| Holanda             | Conny Harteveld    |
| Irlanda             | Connie Rodgers     |
| Italia              | Cristina Fantoni   |
| Reino Unido         | Patricia Butler    |
| Suecia              | Margareta Westling |
| Suiza               | Claudine Buller    |
| Turquía             | Sibel Göksel       |
| Estados Unidos      | Karin Hultman      |

### No concretaron su participación
- Israel - Malka Rozenblat (Ella estaba a punto de partir hacia Londres cuando los organizadores israelíes descubrieron que estaba casada. Aunque los organizadores de Miss Mundo en ese momento aceptaban concursantes casadas, la organización israelí no permitió titulares casadas para representar al país en certámenes internacionales).

## Sobre los países en Miss Mundo 1954

### Debut
- Bélgica
- Italia
- Turquía

### Retiros
- Israel
- Mónaco
- Noruega

### Regresos
- Irlanda que compitió por última vez en Miss Mundo 1952.

### Crossovers
Miss Europa
- 1954:  Finlandia - Yvonne de Bruyn (Segunda finalista)
- 1954:  Holanda - Conny Harteveld